# Sani (Burkina Faso)
Sani is een dorp in het departement Oury van de provincie Balé in Burkina Faso. Het ligt in de regio Boucle du Mouhoun. 
Sani ligt 302 meter boven de zeespiegel, 170 km ten westen van de hoofdstad Ouagadougou. In 2003 woonden in Sani 1.434 mensen.